# Elles Berger
Elles Berger (Amsterdam, 20 februari 1940) is een Nederlands voormalig radio- en televisiepresentator.

## Loopbaan
Haar vader was de succesvolle atleet Chris Berger. Deze was hoofdopzichter van het Olympisch Stadion en toen in 1956 een speaker gezocht werd introduceerde hij zijn dochter. Het volgende jaar nodigde VARA's Bob Spaak haar uit voor een stemtest en werd zij aangenomen. Haar eerste tv-programma was het jeugdprogramma Krakepit.

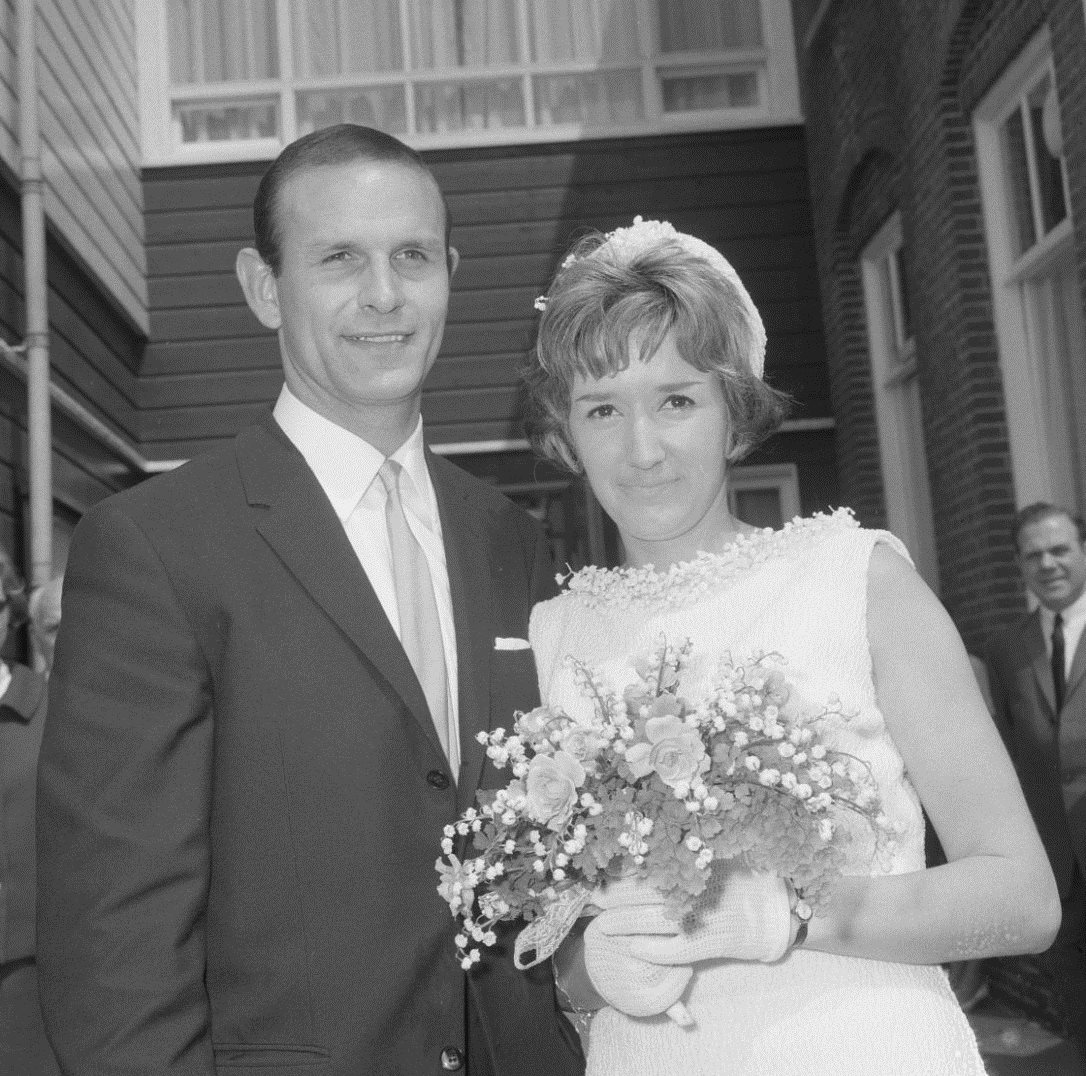
Huwelijk Elles Berger en Barry Hughes te Hilversum.

In de dertig jaar daarna maakte zij veel verschillende radioprogramma's, maar het populairst werd Klink Klaar, dat zij vanaf 1972 presenteerde met Joop Smits. Het spelletje Geen ja, geen nee werd bijzonder populair.
Vanaf 1961 was Elles Berger ook op televisie te zien als omroepster. Daarnaast presenteerde ze programma's als de consumentenrubriek Koning Klant, het sportprogramma Sporttribune en Zo maar een zomeravond. In 1964 en 1968 presenteerde zij het Nationaal Songfestival en in 1981 samen met Fred Oster.
In 1989 stapte zij over naar RTL-Véronique, de voorloper van RTL 4, alwaar zij een sportprogramma presenteerde. Zij beëindigde haar omroeploopbaan in 1997.
Elles Berger was sinds 1965 getrouwd met voetbalcoach-entertainer Barry Hughes, tot zijn overlijden in 2019.